# Завијер Самјуел
Завијер Самјуел (енгл. Xavier Samuel; 10. децембар 1983) аустралијски је глумац познат по улози Рајлија Бирса у филму Сумрак сага: Помрачење. Такође је играо главне улоге у аустралијским филмовима Септембар (2007), Њукасл (2008), Вољени (2009) и Неколико кумова (2011).